# 1-й Гоголівський провулок (Житомир)
1-й Гоголівський провулок — провулок у Корольовському районі Житомира. Назва на честь письменника Миколи Гоголя походить від назви вулиці, з якої провулок бере початок — Гоголівської.

## Розташування
Провулок розташований у привокзальній частині міста, в історичній місцевості Кашперівка, що входить до складу історичного району Путятинка.
Починається з перехрестя вулиць Східної та Гоголівської. Завершується кутком перед прибудинковою територією багатоквартирного житлового будинку № 4 по проїзду Академіка Тутковського. Перетинається з вулицею Бориса Тена.
Провулок складної конфігурації на плані. Прямує спочатку на схід, затим повертає на південний схід, після чого огинаючи півколом торгівельний майданчик "Реал", повертає на північ, а затим, виконує поворот 90 градусів на схід.

## Історія
Провулок виник зі збереженої ділянки старої дороги, що вела з тодішньої східної околиці міста до землеволодінь на берегах річки Путятинки, зокрема до хутора Кашперовського. До початку ХХ століття сформувався як житловий провулок хутора Сейферта. Первинна забудова провулка сформувалася до Першої світової війни.
До прорізки у 1950-х роках нової ділянки Гоголівської вулиці між вулицями Східною та Вокзальною, провулок являв собою продовження цієї вулиці. Відповідно, будівлі провулка відносилися до Гоголівської вулиці. У першій половині ХХ століття був довшим: перетинав річку Путятинку та продовжувався на її лівому березі, де прямуючи вздовж декількох садиб перетворювався на путівець, повертав на північ та з'єднувався з Вацківським провулком. 
До 1957 року відомий також як Старогоголівська вулиця. У 1957 році провулок отримав чинну назву.